# Noel Cantwell
Noel Euchuria Cornelius Cantwell (* 28. Februar 1932 in Cork; † 8. September 2005 in Peterborough) war ein irischer Fußball- und Cricketspieler.
In 36 Länderspielen für die irische Fußballnationalmannschaft, in der er 1953 debütierte, erzielte der Verteidiger bis 1966 14 Tore. Cantwell war nicht nur Fußball-, sondern auch Cricketprofi, und spielte in beiden Sportarten für das irische Nationalteam.
Er spielte bei Western Rovers, Cork Athletic, West Ham United (1952 bis 1960 / 248 Spiele mit 11 Toren) und Manchester United (1960 bis 1967 / 144 Spiele mit 8 Toren). Der Trainer von Manchester United, Matt Busby, wählte Cantwell aus, um die jungen Spieler Manchesters wie zum Beispiel Bobby Charlton, nach der Katastrophe von München, als bei einem Flugzeugabsturz acht Spieler starben, zu führen. 1963 gewann er mit Manchester United den FA Cup. 
Bei beiden englischen Vereinen, wie auch bei der irischen Fußballnationalmannschaft, fungierte er als Spielführer.
Nach seiner aktiven Karriere war er Trainer von Coventry City und Peterborough United sowie von den Cricketvereinen New England Tea Men und Jacksonville Tea Men.